# Кубок Молдови з футболу 2000—2001
Кубок Молдови з футболу 2000–2001 — 10-й розіграш кубкового футбольного турніру в Молдові. Титул вдруге здобув Шериф.

## 1/8 фіналу
| Команда 1                      | Заг. | Команда 2                          | 1-й матч | 2-й матч |
| ------------------------------ | ---- | ---------------------------------- | -------- | -------- |
| 24 жовтня/8 листопада 2000     |      |                                    |          |          |
| Агро (Кишинів)                 | 1:2  | Хеппі Енд (Кам'янка) (2)           | 1:1      | 0:1      |
| Уніспорт (2)                   | 2:5  | Зімбру                             | 2:3      | 0:2      |
| Шериф                          | 7:1  | Університатя Техніка (Кишинів) (3) | 4:1      | 3:0      |
| Енергетик (Дубоссари) (2)      | 0:3  | Тилігул                            | 0:2      | 0:1      |
| Олімпія (Бєльці)               | 3:1  | Фортуна (Єдинці) (2)               | 1:1      | 2:0      |
| Хайдук-Спортинг-UTM (Хинчешти) | 5:1  | Петрокуб-Кондор (2)                | 3:0      | 3:2      |
| Ністру (Атаки)                 | 6:1  | Маяк (Кірсова) (2)                 | 4:1      | 2:0      |
| Кіментул (Рибниця) (2)         | -:+  | Конструктурул (Кишинів)            | -:+      | -:+      |

## 1/4 фіналу
| Команда 1                      | Заг. | Команда 2                | 1-й матч | 2-й матч |
| ------------------------------ | ---- | ------------------------ | -------- | -------- |
| 14 березня/4 квітня 2001       |      |                          |          |          |
| Шериф                          | 4:0  | Хеппі Енд (Кам'янка) (2) | 3:0      | 1:0      |
| Зімбру                         | 5:2  | Олімпія (Бєльці)         | 3:0      | 2:2      |
| Хайдук-Спортинг-UTM (Хинчешти) | 0:1  | Ністру (Атаки)           | 0:0      | 0:1      |
| Тилігул                        | 1:2  | Конструктурул (Кишинів)  | 1:1      | 0:1      |

## 1/2 фіналу
| Команда 1               | Заг.    | Команда 2      | 1-й матч | 2-й матч |
| ----------------------- | ------- | -------------- | -------- | -------- |
| 18 квітня/2 травня 2001 |         |                |          |          |
| Зімбру                  | 0:1     | Шериф          | 0:1      | 0:0      |
| Конструктурул (Кишинів) | 2:2 (ч) | Ністру (Атаки) | 2:2      | 0:0      |

## Фінал
| 23 травня 2001 |

| Шериф | 0:0 дч   | Ністру (Атаки) |
| ----- | -------- | -------------- |
|       | Протокол |                |

| Республіканський стадіон, Кишинів Глядачів: 8 000 Арбітр: Тудор Кепой |

|                                                    |     | Пенальті                                              |  |
| Муджирі · Бугняк · Букель · Барбурош · Тархнішвілі | 5:4 | Ковальков · Лащенков · Лупашку · Копістянскі · Гросев |  |